# Аитовский сельсовет
Аитовский сельсовет — муниципальное образование в Бижбулякском районе Башкортостана.

## История
Согласно «Закону о границах, статусе и административных центрах муниципальных образований в Республике Башкортостан» имеет статус сельского поселения.

## Население
| 2002  | 2009  | 2010  | 2012  | 2013  | 2014  | 2015  |
| ----- | ----- | ----- | ----- | ----- | ----- | ----- |
| 1704  | ↘1647 | ↘1511 | ↘1471 | ↘1466 | ↘1441 | ↘1396 |
| 2016  | 2017  |       |       |       |       |       |
| ↘1359 | ↘1332 |       |       |       |       |       |

## Состав сельского поселения
| № | Населённый пункт  | Тип населённого пункта       | Население |
| - | ----------------- | ---------------------------- | --------- |
| 1 | Аитово            | село, административный центр | ↘1176     |
| 2 | Алексеевка        | село                         | ↘187      |
| 3 | Каримово          | деревня                      | ↘116      |
| 4 | Мулланур-Вахитово | деревня                      | ↘25       |
| 5 | Берёзовка         | деревня                      | ↘7        |